# I-43 (tàu ngầm Nhật)
I-43 là một tàu ngầm tuần dương lớp Type-B (巡潜乙型潜水艦 Junsen Otsu-gata sensuikan) được Hải quân Đế quốc Nhật Bản chế tạo trong giai đoạn Chiến tranh Thế giới thứ hai. Nhập biên chế năm 1943, nó chỉ kịp thực hiện một chuyến tuần tra duy nhất trong chiến tranh tại khu vực Tây Nam Thái Bình Dương trước khi bị tàu ngầm Hoa Kỳ USS Aspro đánh chìm gần Guam vào ngày 15 tháng 2, 1944.

## Thiết kế và chế tạo

### Thiết kế
Tàu ngầm Type B Cải tiến 1 (lớp I-40) (còn gọi là Type B2) được cải tiến từ Type B1 dẫn trước, có trọng lượng hơi lớn hơn và trang bị động cơ diesel có thiết kế đơn giản hơn nhằm thúc đẩy việc chế tạo. Chúng có trọng lượng choán nước 2.631 tấn (2.589 tấn Anh) khi nổi và 3.713 tấn (3.654 tấn Anh) khi lặn, lườn tàu có chiều dài 108,7 m (356 ft 8 in), mạn tàu rộng 9,3 m (30 ft 6 in) và mớn nước sâu 5,1 m (16 ft 9 in). Con tàu có thể lặn sâu đến 100 m (328 ft), và có một thủy thủ đoàn đầy đủ bao gồm 94 sĩ quan và thủy thủ.
Type B2 trang bị hai động cơ diesel Kampon Mk.1A Model 10 công suất 5.500 mã lực phanh (4.101 kW), mỗi chiếc vận hành một trục chân vịt. Khi lặn, mỗi trục được vận hành bởi một động cơ điện công suất 1.000 mã lực (746 kW). Khi di chuyển trên mặt nước nó đạt tốc độ tối đa 23,5 hải lý trên giờ (43,5 km/h; 27,0 mph) và 8 hải lý trên giờ (15 km/h; 9,2 mph) khi lặn dưới nước, tầm xa hoạt động của Type B2 là 14.000 hải lý (26.000 km; 16.000 mi) ở tốc độ 16 hải lý trên giờ (30 km/h; 18 mph), và có thể lặn xa 96 nmi (178 km; 110 mi) ở tốc độ 3 hải lý trên giờ (5,6 km/h; 3,5 mph).
Những chiếc Type B2 có sáu ống phóng ngư lôi 53,3 cm (21,0 in), tất cả được bố trí trước mũi, và mang theo tổng cộng 17 quả ngư lôi Kiểu 95. Vũ khí trên boong tàu bao gồm khẩu hải pháo 14 cm (5,5 in), và hai pháo phòng không 25 mm Type 96. Hầm chứa máy bay được tích hợp vào tháp chỉ huy và hướng ra phía trước. Máy phóng máy bay được bố trí hướng ra phía trước, trong khi khẩu hải pháo trên boong đặt phía sau. Cách sắp xếp này giúp chiếc thủy phi cơ Yokosuka E14Y tận dụng tốc độ hướng ra trước của con tàu khi được phóng lên.

### Chế tạo
I-43 được đặt lườn như là chiếc Tàu ngầm số 373 tại Xưởng vũ khí Hải quân Sasebo ở Sasebo vào ngày 27 tháng 4, 1942. Nó được đổi tên thành I-43 vào ngày 25 tháng 9, 1942, trước khi được hạ thủy vào ngày 25 tháng 10, 1942. Con tàu hoàn tất và nhập biên chế vào ngày 5 tháng 11, 1943, dưới quyền chỉ huy của Trung tá Hải quân Endo Shinobu.

## Lịch sử hoạt động
Ngay khi nhập biên chế, I-43 được phối thuộc cùng Quân khu Hải quân Yokosuka và gia nhập Hải đội Tàu ngầm 11 để tiến hành chạy thử máy và huấn luyện. Sau khi hoàn tất, khẩu pháo 14-cm trên boong phía sau được tháo dỡ, và con tàu được trang bị bộ gá để vận chuyển một xuồng đổ bộ Daihatsu kín nước dài 46 ft (14 m) phía sau tháp chi huy. Vào ngày 15 tháng 11, I-43 được điều về Đội tàu ngầm 11 trực thuộc Đệ Lục hạm đội cùng với các tàu ngầm I-42, I-45, I-52, I-183, I-184, Ro-40, Ro-41, Ro-43, Ro-113. Ro-114 và Ro-115.
Vào cuối tháng 11, nó tham gia thực hành chống tàu ngầm trong biển nội địa Seto cùng các tàu ngầm I-43, I-184, Ro-40 và Ro-113 và với tàu tiếp liệu tàu ngầm Chōgei. Chiếc tàu ngầm di chuyển từ Sasebo đến Yokosuka trong tháng 12, 1943, rồi từ Yokosuka đến Kure, Hiroshima trong tháng 1, 1944.
I-43 khởi hành từ Kure vào ngày 9 tháng 2 để làm nhiệm vụ đặc biệt: vận chuyển nhân sự Lực lượng Đổ bộ Đặc biệt Hải quân (SNLF: Special Naval Landing Forces) từ Saipan thuộc quần đảo Mariana đến căn cứ Truk thuộc quần đảo Caroline; đây là một phần của hoạt động tập trung lực lượng chuẩn bị cho cuộc phản công đối phó cuộc đổ bộ lên quần đảo Green tại New Guinea. Lúc đang trên đường đi, I-43 được điều động sang Đội tàu ngầm 15 trực thuộc Đệ Lục hạm đội vào ngày 11 tháng 2. Sau khi đi đến Saipan vào ngày 13 tháng 2, nó đón lên tàu 59 binh lính SNLF, rồi lên đường vào ngày hôm sau, dự định sẽ đi đến Truk vào ngày 16 tháng 2.
Vào ngày 15 tháng 2, 1944, ở vị trí khoảng 280 nmi (520 km) về phía Đông Nam Guam, Mariana, tàu ngầm Hoa Kỳ USS Aspro đang hoạt động ngầm tại khu vực để hỗ trợ cho Chiến dịch Hailstone, hoạt động không kích quy mô lớn xuống căn cứ Truk, khi nó phát hiện tiếng chân vịt của I-43 lúc 11 giờ 06 phút. Đến 11 giờ 23, Aspro trông thấy I-43 đang di chuyển zig-zag theo hướng Đông Nam với tốc độ 17 kn (31 km/h), mang theo xuồng Daihatsu trên boong phía sau mà Aspro cho là một tàu ngầm bỏ túi. Không ở vị trí có thể tấn công, Aspro để cho I-43 băng qua rồi trồi lên mặt nước lúc 12 giờ 07 phút, bắt đầu di chuyển suốt 10 giờ để đón đầu mục tiêu dưới sự trợ giúp của radar. Đến 22 giờ 23 phút, Aspro phóng bốn quả ngư lôi tấn công từ khoảng cách 2.100 yd (1.900 m). Hai quả trúng đích lúc 22 giờ 24 phút đã khiến I-43 nổ tung và đắm tại tọa độ 10°23′B 150°23′Đ / 10,383°B 150,383°Đ. Sau đó thủy thủ trên Aspro còn nghe thấy nhiều vụ nổ nhỏ khi chiếc tàu ngầm đối phương bị phá hủy do ép vỡ dưới nước.
Vào ngày 8 tháng 4, 1944, Hải quân Đế quốc Nhật Bản công bố I-43 có thể đã bị mất với tổn thất toàn bộ 166 thủy thủ và hành khách trên tàu tại khu vực phụ cận Truk. Tên nó được cho rút khỏi đăng bạ hải quân vào ngày 30 tháng 4, 1944.